# Гонсалес, Алехандро (боксёр)
Алехандро Мартин Гонсалес (исп. Alejandro Martín González; род. 11 августа 1973, Гвадалахара) — мексиканский боксёр, представитель лёгкой и полулёгкой весовых категорий. Выступал на профессиональном уровне в период 1988—2003 годов, владел титулом чемпиона мира по версии Всемирного боксёрского совета (WBC).

## Биография
Алехандро Гонсалес родился 11 августа 1973 года в городе Гвадалахара штата Халиско, Мексика.
Дебютировал в боксе на профессиональном уровне в марте 1988 года в возрасте 15 лет. Выходил на ринг сравнительно часто, выигрывая подавляющее большинство своих поединков.
В мае 1992 года завоевал титул интернационального чемпиона в полулёгкой весовой категории по версии Всемирного боксёрского совета (WBC), который впоследствии четыре раз защитил, в том числе отправил в нокаут бывшего чемпиона мира из Филиппин Луисито Эспиносу (32-6).
В августе 1994 года в претендентском бою WBC выиграл раздельным решением у соотечественника Сесара Сото (39-5-2).
Наконец, в 1995 году удостоился права оспорить титул чемпиона мира WBC в полулёгком весе, который на тот момент принадлежал непобеждённому американцу Кевину Келли (41-0). Гонсалес вёл в чемпионском бою по очкам, а после десятого раунда секунданты Келли настояли на прекращении поединка.
Полученный титул чемпиона Гонсалес защитил два раза, тогда как во время третьей защиты в близком бою уступил его соотечественнику Мануэлю Медине (50-6).
В 1996 году Алехандро Гонсалес предпринял попытку вернуть себе титул чемпиона мира WBC, перешедший к тому времени к Луисито Эспиносе (37-7), но в четвёртом раунде их противостояния оказался в нокауте.
В марте 2000 года встретился с непобеждённым американцем Стивом Форбсом (14-0) и победил его решением большинства судей. При этом на кону стоял титул чемпиона мира в лёгком весе по версии Международной боксёрской ассоциации (IBA).
В декабре 2001 года решением большинства выиграл у Орландо Салидо (14-7-2).
В апреле 2002 года вышел на ринг против американца Стиви Джонстона (33-2-1), проиграв решением большинства судей.
Завершил спортивную карьеру в 2003 году. В общей сложности провёл на профи-ринге 55 боёв, из них 49 выиграл (в том числе 33 досрочно), 5 проиграл, тогда как в одном случае была зафиксирована ничья.
Его сын Алехандро Гонсалес младший (1993—2016) тоже стал достаточно известным боксёром, был претендентом на титул чемпиона мира IBF.